# David Kraus
David Kraus (születési nevén: Krausz Dávid, héberül: דוד קראוס; Dunaszerdahely, 1929 – ? 2000. december 16.) felvidéki magyar-zsidó családban született izraeli rendőrtiszt, Jeruzsálem, Tel-Aviv, majd Izrael rendőrfőkapitánya, diplomata, Izrael budapesti nagykövete.

## Élete
Magyar anyanyelvű, vallásos zsidó családban született, ahol összesen kilenc testvére volt. Kezdetben szlovák, majd 1938-tól – az első bécsi döntés következtében – magyar iskolába járt, így a magyaron kívül szlovákul is beszélt. Apját 1942-ben munkaszolgálatra vitték, így nem deportálták – véletlen szerencsék sorozatának köszönhetően túlélte a világháborút. Őt magát 1944-ben 14 éves korában deportálták anyjával és összes testvérével együtt. Auschwitzban hat hetet töltött, majd továbbvitték egy München melletti koncentrációs táborba, ahonnan végül Tirolba akarták szállítani, ám útközben már amerikai katonák állították meg a szerelvényt, így Németországban felszabadult. 
Hazatért Dunaszerdahelyre, ahol csak az apja várta, nyolc testvére és édesanyja Auschwitzban vesztek oda. 1946-ig marad otthon, majd mivel apja nem akarta elengedni, az ablakon kiugorva szökött meg otthonról, hogy Izraelbe (akkor még mint palesztin mandátumterület) utazzon. Egy ifjúsági bevándorló csoporttal Olaszországig jutottak, ahol várniuk kellett a továbbutazásra. Ezidő alatt fejlesztette tovább héber nyelvtudását, majd 1947-ben visszatért Dunaszerdahelyre a szerelméért, majd együtt nekivágtak, és végül 1948-ban, az első arab–izraeli háború idején érkeztek meg Izraelbe.
Új hazájában azonnal belépett a hadseregbe, harcolt a függetlenségi háborúban, majd két évnyi szolgálat után szerelt le. 1950-ben került a rendőrséghez – saját bevallása szerint nem vonzotta különösebben a pálya, de katonaviselt fiatalként megélhetési lehetőséget keresve akkor kézenfekvőnek tűnt a döntés -, ahol a szamárlétra legaljáról kezdte pályájáját: Haifán járőrként szolgált. 1952-ben őrmesteri rendfokozatot kapott, és beosztották a haifai közlekedésrendészethez. 1957-ben tiszti tanfolyamra küldték, majd járőrparancsnok lett. 1962-ben Tel-Avivba költözött, ahol egyre feljebb jutott az állományban: kezdetben Jarkonban járőrparancsnok, majd Dan körzet parancsnokhelyetteseként dolgozott.  1974-ben hadnagyi kinevezésével együtt a központi körzet rendőrkapitánya lett. Két évvel később Jeruzsálem körzeti kapitányává nevezték ki . 1977-től különböző beosztásokban dolgozott: adminisztratív állományban volt, illetve nemzetközi rendőri kapcsolattartással foglalkozott, és a fegyelmi bíróság elnöke volt. 1981-től 1982-ig az országos rendőrfőkapitány helyettese volt, 1984-ben pedig a Tel-Aviv körzet rendőrkapitánya. 
1985-ben nevezték ki tábornokként Izrael országos rendőrfőkapitányává. Vezetése idején a gazdasági visszaesés következtében jelentősen megnyirbálták a rendőrségi költségvetést, 1987-ben tört ki az első intifáda, ami jelentős rendőri erőket kötött le, Kraus azonban ügyesen navigált, javította rendőrség terrorizmus és bűnözés elleni képességeit, valamint nagy hangsúlyt fektetett a rendőrtisztképzésre. Egy visszaemlékezés szerint jeruzsálemi rendőrkapitányként minden péntek este kivonult a Siratófalhoz, ahol szemmel tartotta mindkét oldal "nyugtalan lelkeit" és személyesen csitította a szenvedélyeket. A rendőrségtől 1990-ben ment nyugdíjba.
1991-ben reaktiválták, és kinevezték Izrael budapesti nagykövetsége élére. A nagykövetség csak néhány évvel korábban nyílt meg újra, Kraus volt a magyarországi rendszerváltás utáni időszak második nagykövete. Megbízólevelét 1991. október 2-án adta át. Utóda, Brichta Károly (Joel Alon) 1994-ben foglalta el állomáshelyét. Nagyköveti munkássága elsősorban a gazdaságfejlesztés területén volt jelentős: három év alatt a kereskedelmi forgalom harmincról százmillió dollárra emelkedett a két ország között, de élénk kapcsolatot tartott a magyarországi zsidó szervezetekkel, és számos Világ Igaza kitüntetést adott át.
Nagykövetként több interjút adott, melyekben kitért az önmeghatározására is. Többször elmondta, hogy bár az anyanyelvének a magyart tartja, hazájának azonban Izraelt, így nem úgy érzi, hogy "hazajött", hanem úgy, hogy Izrael Államot képviselve érkezett Magyarországra. Lánya, fia és öt unokája élt Izraelben 1991-es nagyköveti kinevezésekor.